# Go-Nijō
Lemperador Go-Nijō (后 二条 天皇, Go-Nijō-Tennō, 9 de març del 1285 - 10 de setembre del 1308) va ser el 94è emperador del Japó, segons l'ordre tradicional de successió. Va regnar entre el 3 de març del 1301 i el 10 de setembre de 1308. Abans de ser ascendit al Tron de Crisantem, el seu nom personal (imina) era Príncep Imperial Kuniharu (邦 治 亲王, Kunihari-shinnō)

## Biografia
El Príncep Imperial Kuniharu va assumir el títol de Príncep de la Corona per proclamació imperial en 1286, i seria hereu del seu cosí tercer, l'emperador Go-Fushimi.
En 1301, l'emperador Go-Fushimi abdica després pressions de la branca Daikakuji-tō i el Príncep Imperial Kuniharu assumiria el tron als quinze anys amb el nom d'emperador Go-Nijō.
El seu pare, l'emperador Go-Uda actuaria com a emperador enclaustrat. Durant el seu regnat va acréixer la disputa de les branques Daikakuji i Jimyōin.
El 10 de setembre de 1308, l'emperador Go-Nijō mor per una malaltia, als 23 anys.